# Promachus latitarsatus
Promachus latitarsatus là một loài ruồi trong họ Asilidae. Promachus latitarsatus được Macquart miêu tả năm 1839. Loài này phân bố ở vùng Cổ Bắc giới.